# Overschrijving

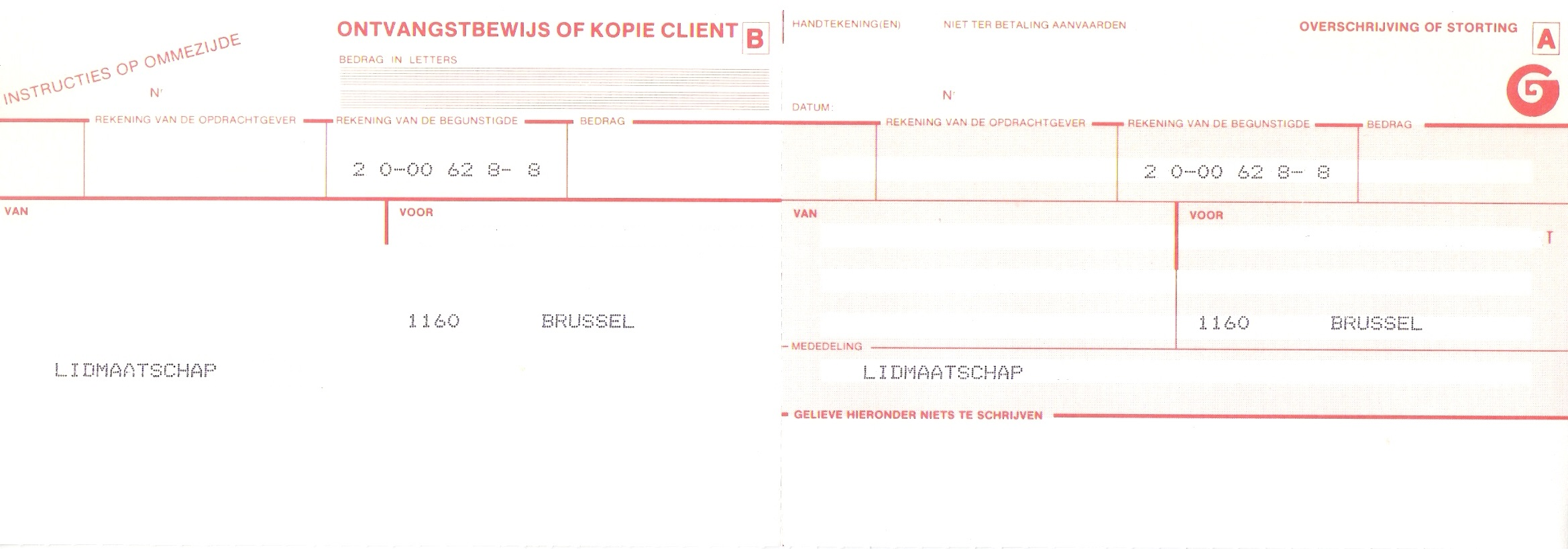
Een overschrijvingsformulier dat in België werd gebruikt ten tijde van de Belgische frank

Een overschrijving of bankoverschrijving is het verplaatsen van tegoed van de ene bankrekening naar de andere in directe opdracht van de verzender. De verzender geeft dus zijn of haar eigen bank opdracht een bedrag over te boeken naar een andere rekening bij dezelfde bank of een andere bank. De overschrijving onderscheidt zich daarmee van een betaling door middel van een cheque (waarbij de betaalopdracht weliswaar van de verzender komt, maar de ontvanger deze opdracht - de cheque - moet inwisselen bij de bank) dan wel een machtiging (in Nederland) of domiciliëring (in België) waarbij het geld in opdracht van de ontvanger wordt overgeboekt na toestemming van de rekeninghouder.
Er is ook de periodieke overschrijving van een vast bedrag, al of niet met vooraf opgegeven einddatum.
In Europa zijn de SEPA-bankoverschrijving en de debetkaart (betaalpas) veruit de gebruikelijkste manieren van giraal betalingsverkeer. In de Verenigde Staten daarentegen is het bijvoorbeeld veel minder gebruikelijk. Daar werkt men vaker met cheques en creditcards.

## Nederland
De overschrijving is een van de manieren om verplaatsing van tegoed van de ene bankrekening naar de andere te (laten) verrichten, naast automatische incasso, iDEAL en op locatie de betaalautomaat. Naast bankoverschrijvingen via internetbankieren kent men in Nederland nog het papieren overschrijvingsformulier (dat per bank verschillend is en steeds minder wordt gebruikt).

### Geschiedenis
De eerste instellingen die deze betaalwijze in Nederland aanboden, waren de Postcheque- en Girodienst en de Amsterdamse gemeentegiro.
Een bijzondere vorm van overschrijving was in Nederland tot 2023 de acceptgiro, waarmee facturen konden worden betaald. Hierbij gaf de betaler opdracht aan zijn bank om een bedrag over te boeken, maar maakte hierbij gebruik van een door de begunstigde verstrekt gestandaardiseerd formulier, dat voorbedrukt was met de details van de betaling, of minstens de gegevens van de begunstigde.

## België

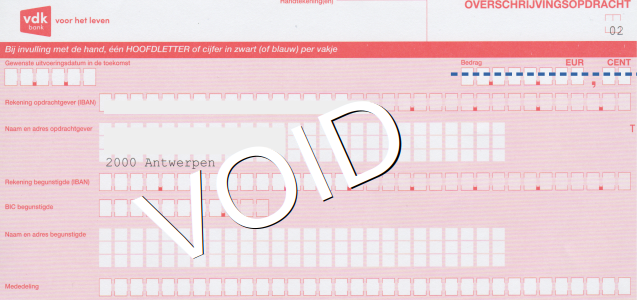
SEPA-overschrijvingsformulier (2021).

Op 1 januari 2011 werd het oude nationale betalingssysteem van België afgeschaft en sindsdien is alleen het Europese SEPA-model nog geldig. Sindsdien worden enkel nog bankoverschrijvingen van het SEPA-model gebruikt. Op het papieren formulier moeten volgende gegevens worden vermeld: het bedrag in euro, het IBAN-rekeningnummer (16 karakters) van de opdrachtgever, het IBAN-nummer en de naam van de begunstigde, de handtekening van de opdrachtgever, en eventueel de BIC-code van de bank van de begunstigde (niet vereist tussen Belgische banken). Het IBAN-nummer heeft een ingebouwd controlegetal, zodat bij internetbankieren vergissingen met het rekeningnummer voorkomen worden.  